# St.-Johannes-der-Täufer-Kirche (Loxstedt)

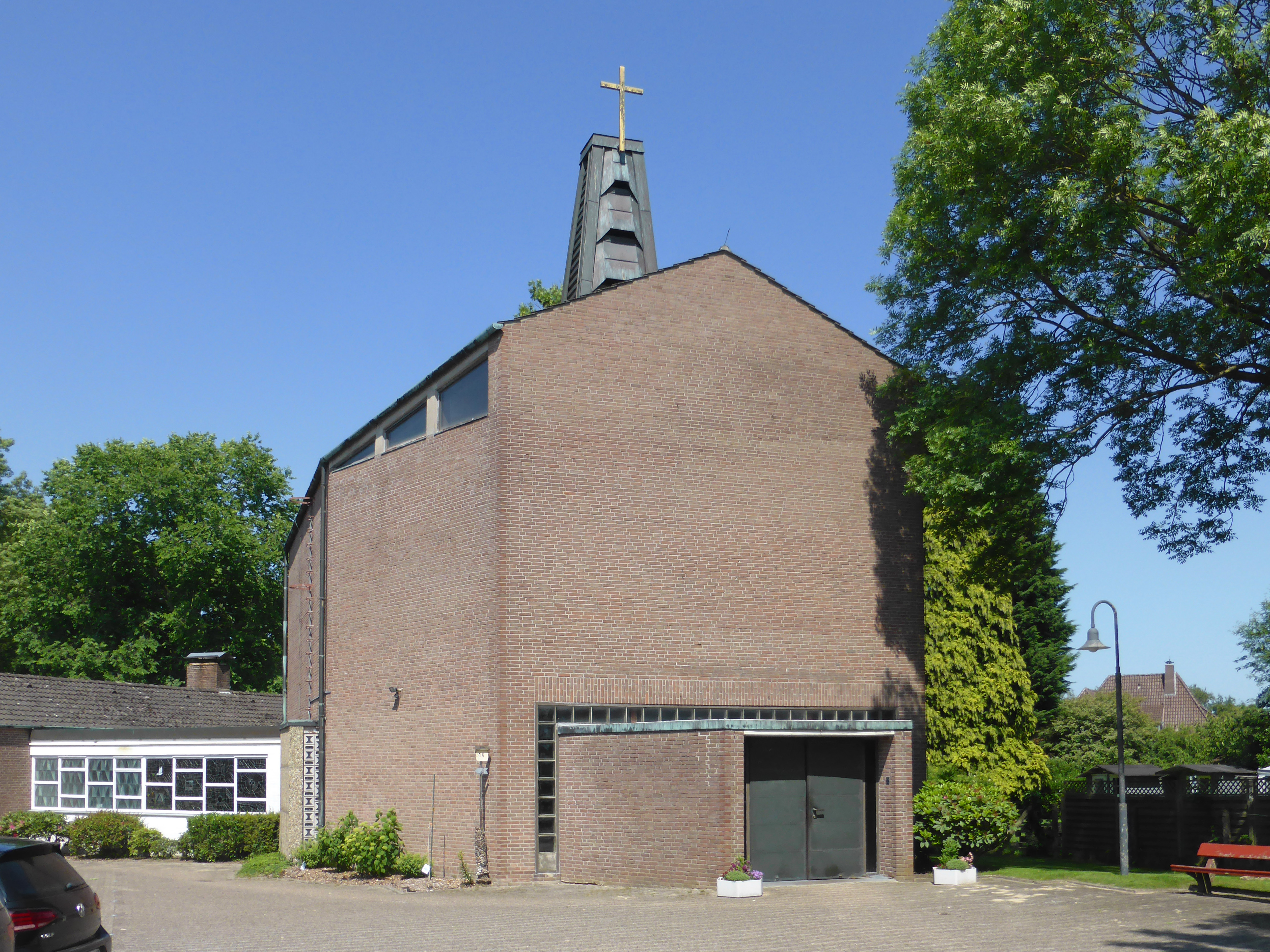
St.-Johannes-der-Täufer-Kirche

St. Johannes der Täufer ist die römisch-katholische Kirche in Loxstedt im niedersächsischen Landkreis Cuxhaven. Sie ist eine Filialkirche der Kirche Hl. Herz Jesu in Bremerhaven-Geestemünde und die südlichste Kirche im Dekanat Bremerhaven des Bistums Hildesheim. Der moderne Kirchenbau wurde 1965/66 nach Plänen des Bremerhavener Architekten Jo Filke gebaut und am 15. Oktober 1966 vom Hildesheimer Bischof Heinrich Maria Janssen geweiht.

## Geschichte
Der ehemalige Landkreis Wesermünde war der letzte Kreis in Niedersachsen, der keine katholische Kirche hatte. Bis zum Zweiten Weltkrieg lebten ohnehin kaum Katholiken in den Dörfern. Das änderte sich nach dem Krieg mit dem Zuzug von Flüchtlingen und Heimatvertriebenen, vornehmlich aus Schlesien und Ostpreußen (Ermland). Für die spätere katholische Kirchengemeinde Loxstedt war es ein Glücksfall, dass eine große Gruppe von Familien aus dem Dorf Neuhaus (heute Chałupki) im Landkreis Frankenstein (Schlesien) geschlossen hier ankam. War zunächst die Herz-Jesu-Kirche in Bremerhaven-Geestemünde die Pfarrkirche, sollte es ab 1959 die St.-Nikolaus-Kirche in Bremerhaven-Wulsdorf werden. Auch sie war ein Werk des Architekten Jo Filke. Doch schon sechs Jahre später, am 7. August 1965, legte Generalvikar Adalbert Sendker (1912–1993) in Loxstedt den Grundstein für eine eigene Kirche. Zuvor fand in Loxstedt bereits katholischer Gottesdienst in der evangelischen Kirche statt. Zunächst war die Kirche in Loxstedt eine Filialkirche der St.-Nikolaus-Gemeinde, am 1. Juli 1981 wurde Loxstedt eine selbstständige Kirchengemeinde. Seit dem 1. November 2006 bildet sie mit Hl. Herz Jesu in Bremerhaven-Geestemünde und St. Nikolaus in Bremerhaven-Wulsdorf die neue Pfarrgemeinde Hl. Herz Jesu, Bremerhaven, die Pfarrgemeinde St. Johannes der Täufer, Loxstedt wurde aufgehoben. Pfarrkirche wurde die Kirche in Geestemünde, die beiden anderen Filialkirchen, wobei St. Nikolaus im Jahre 2010 profaniert und abgerissen wurde.

## Architektur
Als massiger, nahezu fensterloser Baukörper erhebt sich die Kirche aus niederländischen Klinkern an der Loxstedter Bahnhofstraße. Das Grundstück liegt an der Hauptgeschäftsstraße und knickt in der Tiefe stumpfwinklig nach links ab. Auf dieser schwierigen Grundform sollte die Kirche, das Pfarrhaus mit Büro, ein Pfarrheim und die Garagen untergebracht werden. Jo Filke legte den Hauptbaukörper, die Kirche, an das gerade Stück zur Bahnhofstraße und fügte die nebengeordneten Bauteile im stumpfen Winkel links an. Optisch ergab sich ein Komplex, der an eine kleine Klosteranlage erinnert, mit einem Atrium in der Mitte. Zahlreiche Klöster haben ein Johannes-Patrozinium. Hier knüpfte der Architekt an mittelalterliche Traditionen an. Ebenso traditionell ist der Grundriss der Kirche. In Anlehnung an die italienischen Baptisterien ist auch hier der Grundriss achteckig. Das Kirchenschiff bildet ein Quadrat, an das vorn und hinten jeweils ein Trapez angegliedert ist. Diese beiden polygonalen Teile nehmen einmal das Presbyterium (Altarraum) auf, zum anderen den Eingangsbereich mit der Taufkapelle. So ergibt sich ein gestrecktes Oktogon. Die polygonalen Raumteile sind auch innen aus demselben Sichtmauerwerk wie außen gestaltet, das Schiffsquadrat ist weiß gestrichen, Licht fällt durch die Fensterwand der rechten Seite und macht den Innenraum freundlich hell. Ganz im Stil der 1960er Jahre waren die Altarrückwand und die Emporenbrüstung ursprünglich in grauem Waschbeton gestaltet. An der linken Seite ist eine kleine Marienkapelle und ein Beichtstuhl angefügt. Die Taufkapelle liegt, wie bei vielen mittelalterlichen Kirchen, nahe am Eingangsbereich, unter der Empore. Sie liegt etwas tiefer als der Kirchenfußboden, eine symbolische Erinnerung daran, dass man zur Taufe in einen Brunnen herabsteigt. Die Altarrückwand ist etwas nach hinten abgesetzt, durch die schmalen Seitenfenster ergibt sich ein Lichtband, das den Altarraum zusätzlich erhellt. Die Rückwand ist ebenso breit wie der Mittelgang und soll als dessen Fortsetzung nach oben verstanden werden. Hier wird auf das Wort aus dem Johannesevangelium angespielt: Ich bin der Weg, die Wahrheit und das Leben (Joh 14,6). Die Raumhöhe lässt den Bau schlank erscheinen und die bogenartig gestalteten Leimbinder der sichtbaren Dachkonstruktion erinnern an ein Gewölbe. Auch hier wurde eine Anleihe beim Mittelalter gemacht. Das Grundmaß (11 Meter) wird teils verdoppelt, teils halbiert, taucht aber immer wieder auf. Das lässt den Raum harmonisch wirken. Baulich blieb der Raum bis heute unverändert. Lediglich das triste Grau des Wachbetons wurde weiß gestrichen, ebenso die Marienkapelle, die bis dahin das für Maria symbolische Blau zeigte. Im Laufe der Jahre kamen allerdings Ausstattungsstücke hinzu, die sich durchaus auf das Erscheinungsbild auswirkten.

## Ausstattung
Die Gestaltung der Erstausstattung lag in den Händen von Wilhelm Keudel (1913–1974) aus Salzgitter. Alle liturgischen Ausstattungsstücke, Altar, Ambo, Sedilien, Tabernakelwand und Taufbecken, sind aus poliertem Muschelkalkkernstein. Alle Leuchter – Altarleuchter, Standleuchter und Apostelleuchter – sind aus Bronze und mit blauer Emailschmelze verziert. Dieser Zierrat findet sich auch auf dem ehemaligen Altarkreuz (Standkreuz, heute in der Sakristei) und dem Griff des Taufdeckels. Die Weihekreuze sind aus schwarzem Schiefer. Die vier schlanken Fenstersegmente auf der rechten Seite sind aus trapezförmigen weißen Wabensteinen gefertigt und mit farbigen, bleiverglasten Motiven gefüllt, die aufgeklappte Bischofsmützen symbolisieren. Die Idee einer filigranen Wand wiederholt sich in den Trennwänden der Taufkapelle und der Marienkapelle. Hier sind es weiße Keramikringe, die mit Stegen verbunden sind. Dieses Motiv findet sich auch auf der Sakristeitür wieder.

### Altarraum
Der Altarraum ist wie das Kirchenschiff mit roten quadratischen Ziegelplatten ausgelegt. Er ist um eine Stufe erhöht. Die trapezförmige Altarinsel ist wiederum eine Stufe erhöht und besteht aus anthrazitfarbenen Steinplatten. Der Sockel (Stipes) des Altares ist achteckig, ein kleines Modell der Kirche. Die Mensa ist rechteckig (140 × 100) und birgt Reliquien der Hll. Timotheus und Aurelia. Der Tabernakel ist in die Altarrückwand eingelassen. Er ist als Querbalken eines Kreuzes gestaltet. Die Türen sind mit einem unregelmäßigen Metallgitter verziert, das leicht vergoldet ist, belegt mit sieben Steinen aus weißer Glasschmelze. Im Jahre 2001 wurde auf der bis dahin schlichten Rückwand über dem Tabernakel ein Mosaik mit Themen aus der Offenbarung des Johannes eingefügt. Es beginnt mit einer Stadtlandschaft, die Häuser symbolisieren unsere Wohnungen im himmlischen Jerusalem (Offb 11,15). Das nächste Motiv zeigt sieben Leuchter, die die sieben Gemeinden symbolisieren, an die die Sendschreiben der Apokalypse gerichtet sind: Ephesus, Smyrna, Pergamon, Thyatira, Sardes, Philadelphia, Laodizäa (Offb 2 und 3). Es folgt als Motiv das Buch mit sieben Siegeln (Offb. 5,1), das bereits geöffnet ist. Bekrönt wird das Mosaik vom Gotteslamm, das die Macht hat, das Buch zu öffnen (Offb 5,5). Die Steine stammen von allen Erdteilen der Welt. Geschaffen hat das Mosaik Pater Benedikt Schmitz OSFS aus Ingolstadt, gefertigt wurde es in der Mayer’schen Hofkunstanstalt in München. Die Größe beträgt 16 m².

### Hängekreuz
Über dem Altar hängt ein Bronzekreuz, das der ehemalige Pfarrer Theodor Meenen der Gemeinde anlässlich seines 25-jährigen Priesterjubiläums schenkte. Es hat die Form eines Lateinischen Kreuzes mit den Maßen 52 × 40 cm. Die ausgeschweiften Balkenenden erinnern an ein Tatzenkreuz. Die verbreiterten Enden tragen jeweils drei Schmucksteine aus Bergkristall, wie auf dem Tabernakel, dem Deckel des Taufbeckens und an dem Ständer der Osterkerze. Dieser Schmuck und die fehlende Dornenkrone beim Korpus machen es zu einem Triumphkreuz.

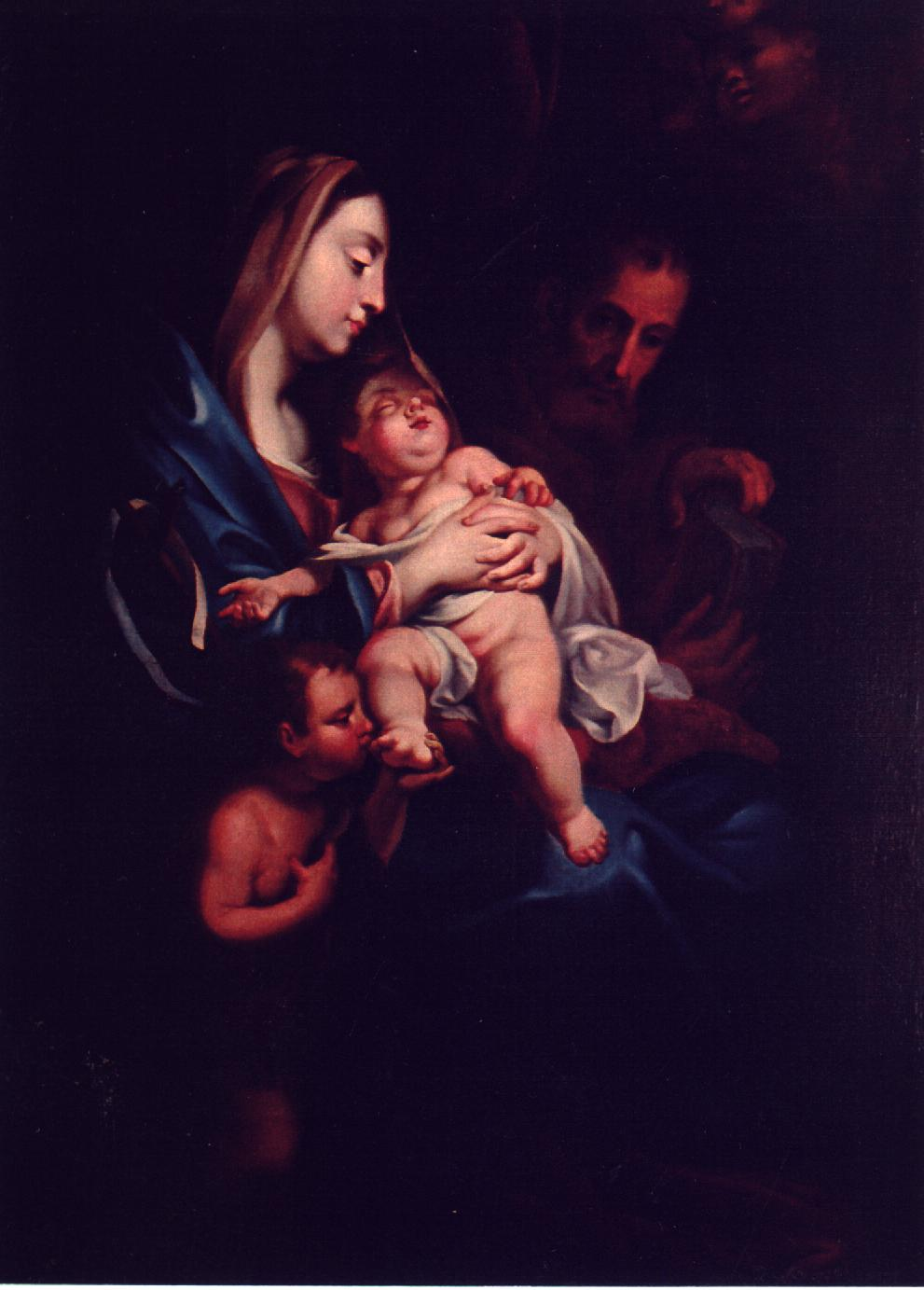
Bildnis der Heiligen Familie und des heiligen Johannes des Täufers von Andrea Sacchi

### ÖlgemäldeHeilige Familie mit Johannesknabevon Andrea Sacchi
Links vor dem Altar ist eine kleine Kapelle an das Schiff angefügt. Hier hängt das Bild der Hl. Familie mit Johannesknabe, das Andrea Sacchi (* Nettuno/Rom 1599, † 1661 Rom) 1641 gemalt hat. Das Bild hat eine wechselvolle Geschichte und kam als Stiftung für die in Loxstedt neu zu erbauende Kirche hierher. Damit war auch der Name für die Kirche gefunden. Gleichzeitig sollte Johannes der Täufer die hier ansässigen Schlesier an ihre Bischofskirche in Breslau erinnern, die ein Johannesdom ist. Das Bild ist 167 × 115 cm groß und war ursprünglich ungerahmt in die Wand eingelassen. Im Jahre 2000 wurde es nach gründlicher Restaurierung gerahmt und vor die Wand gehängt. Es entstand nach italienischer Maltechnik des 17. Jahrhunderts, worauf die rote Grundierung hinweist, die über einer weißen Grundierung aufgetragen wurde. Die Malweise alla prima (feucht auf feucht) stammt ursprünglich von Tintoretto. Die Grisaille-Untermalung erinnert an niederländische Maltechnik. Das Bild zeichnet sich durch eine gewisse Mäßigung und Beschränkung auf wesentliche Elemente aus, die Farbgebung ist sehr gut abgestimmt, ganz im Stil des italienischen Manierismus.

### Buntglasfenster in der Seitenkapelle
Es wurde im Jahre 1991 zum 25. Kirchweihjubiläum eingefügt. Entwurf und Ausführung stammen von Hans-Joachim Bahmann aus Hagen i. Br., einem Mitglied der Gemeinde. In vier Fenstersegmente sind sechs christliche Symbole eingearbeitet. Sie zeigen von links nach rechts: das Kreuz, die Buchstaben Alpha und Omega, den Fisch (Ichtys), die Taube und das Dreieck.

### Schmiedeeiserne Leuchter
Zwei schmiedeeiserne Leuchter brennen im Altarraum, vier im Schiff und zwei neben der Orgel. Sie haben die Form der mittelalterlichen Radleuchter und nehmen das Thema der Johannesoffenbarung, das uns schon im Mosaik begegnet ist, wieder auf. Sieben Flammen im Altarraum weisen auf die Ordnungszahl der Apokalypse hin. Die Sieben ist die Summe aus Drei, der Zahl für das Göttliche, die Dreifaltigkeit, und Vier, der Zahl für das Irdische (Himmelsrichtungen, Jahreszeiten). Nimmt man das Produkt aus beiden Zahlen, ergibt sich die Zwölf, ebenfalls eine biblische Ordnungszahl (12 Tore des Himmlischen Jerusalems, 12 Apostel, 12 Stämme Israels). Hier wird mit Hilfe der Mathematik ausgedrückt, was das Wesen des Himmlischen Jerusalems ausmacht: Einen Tempel braucht die Stadt nicht, Gott und die Menschen sind einträchtig vereint, Gott wohnt unter und mit den Menschen. Die Leuchter im Altarraum sind leicht mit Blattgold belegt, um die Würde des Raumes hervorzuheben. Die vier Leuchter im Schiff symbolisieren die vier Evangelisten, Matthäus, Markus, Lukas und Johannes. Geschaffen hat die Leuchter der Kunstschmied Filip Stypulkowski aus Thorn (Polen) im Jahre 2003. Die beiden Leuchter neben der Orgel haben sechs Flammen. Auch die Sechs hat ihre Symbolik. Sie galt im Altertum als die vollkommene Zahl. Sie ist sowohl die Summe als auch das Produkt ihrer Teile:
1 + 2 + 3 = 6 und 1 × 2 × 3 = 6.

### Taufkapelle

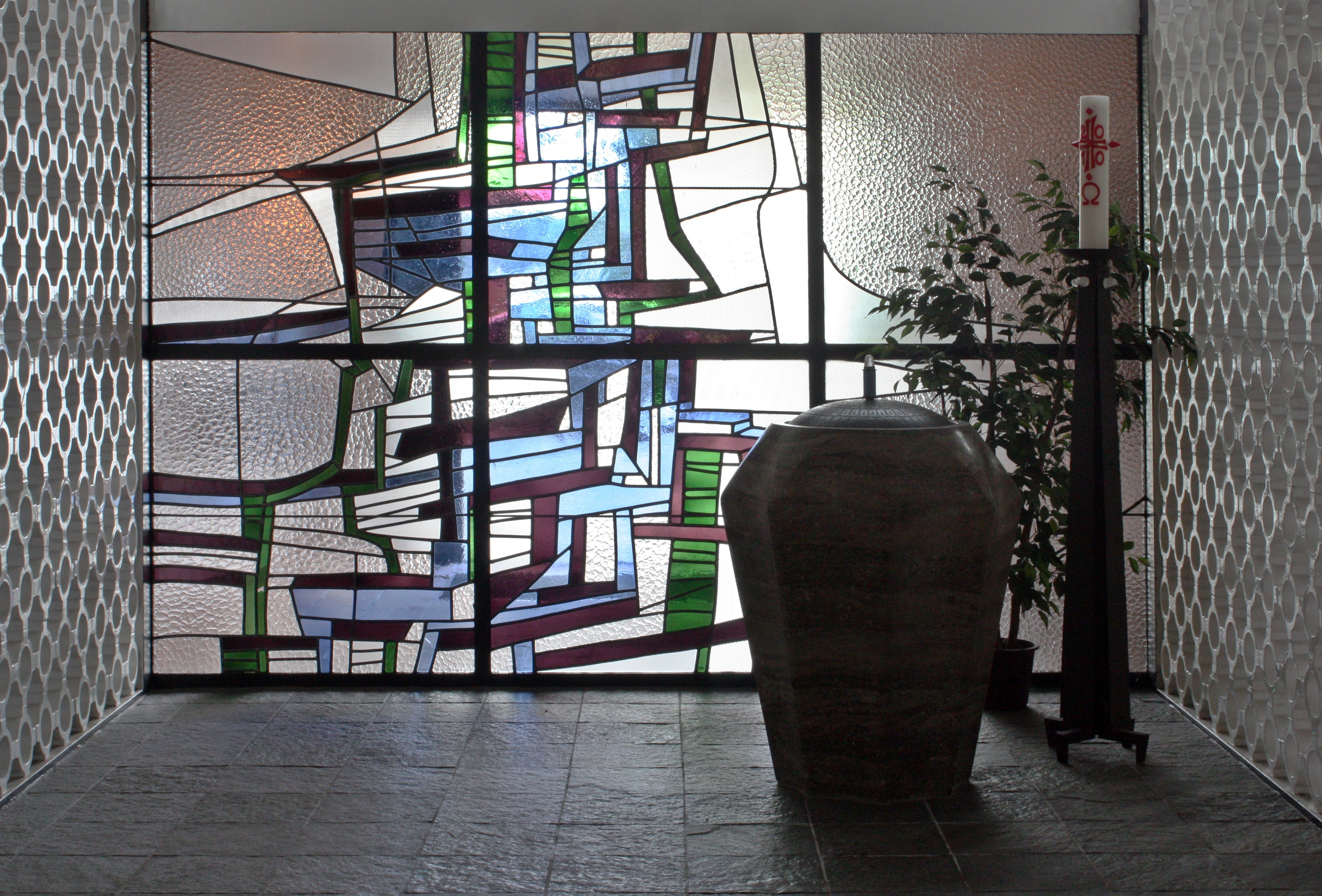
Taufkapelle

Unter der Orgelempore befindet sich mittig die Taufkapelle. Sie ist zum Schiff hin offen, nach links und rechts wird sie von einer filigranen, durchsichtigen Wand aus Keramiksteinen begrenzt. Die Rückwand zum Windfang hin bildet ein abstraktes Bleiglasfenster. Seine überwiegenden Blautöne symbolisieren den Jordan. Das Taufbecken selbst ist aus Muschelkalkkernstein gefertigt und hat die Form einer großen Vase oder eines Kruges, wie sie in den jüdischen Häusern zur Fußwaschung üblich waren (Hochzeit zu Kana). Die Form ist achteckig, auch dies ist wieder ein Hinweis auf die alten Baptisterien.

### Glasmotiv „Johannes der Täufer“
An der linken Schrägwand im Eingangsbereich wurde im Jahre 2010 ein Glasbild angebracht, das den Schutzpatron der Kirche, Johannes den Täufer, zeigt. Das Bild befand sich ursprünglich in der Loxstedter Mutterkirche St. Nikolaus in Bremerhaven-Wulsdorf. Die Glasmalerei Peters aus Paderborn hat es 1959 entworfen und ausgeführt. Nach der Profanierung und dem Abriss der Kirche kam das Bild hierher. Johannes wird im typischen Kamelhaargewand dargestellt. Typisch für ihn ist auch der Schriftzug Ecce Agnus Dei und der übergroße Zeigefinger, wie wir ihn vom Isenheimer Altar kennen.

### Kreuzweg
Unter der Fensterwand im Schiff wurde 2005 ein Kreuzweg angebracht. 14 Bilder zeigen die klassischen Kreuzwegstationen, den Leidensweg Jesu. Das Material ist Olivenwurzelholz. Geschnitzt wurde er in einem Dorf bei Bethlehem. Ein ähnlicher Kreuzweg befindet sich in der katholischen Kirche auf Helgoland.

### Orgel

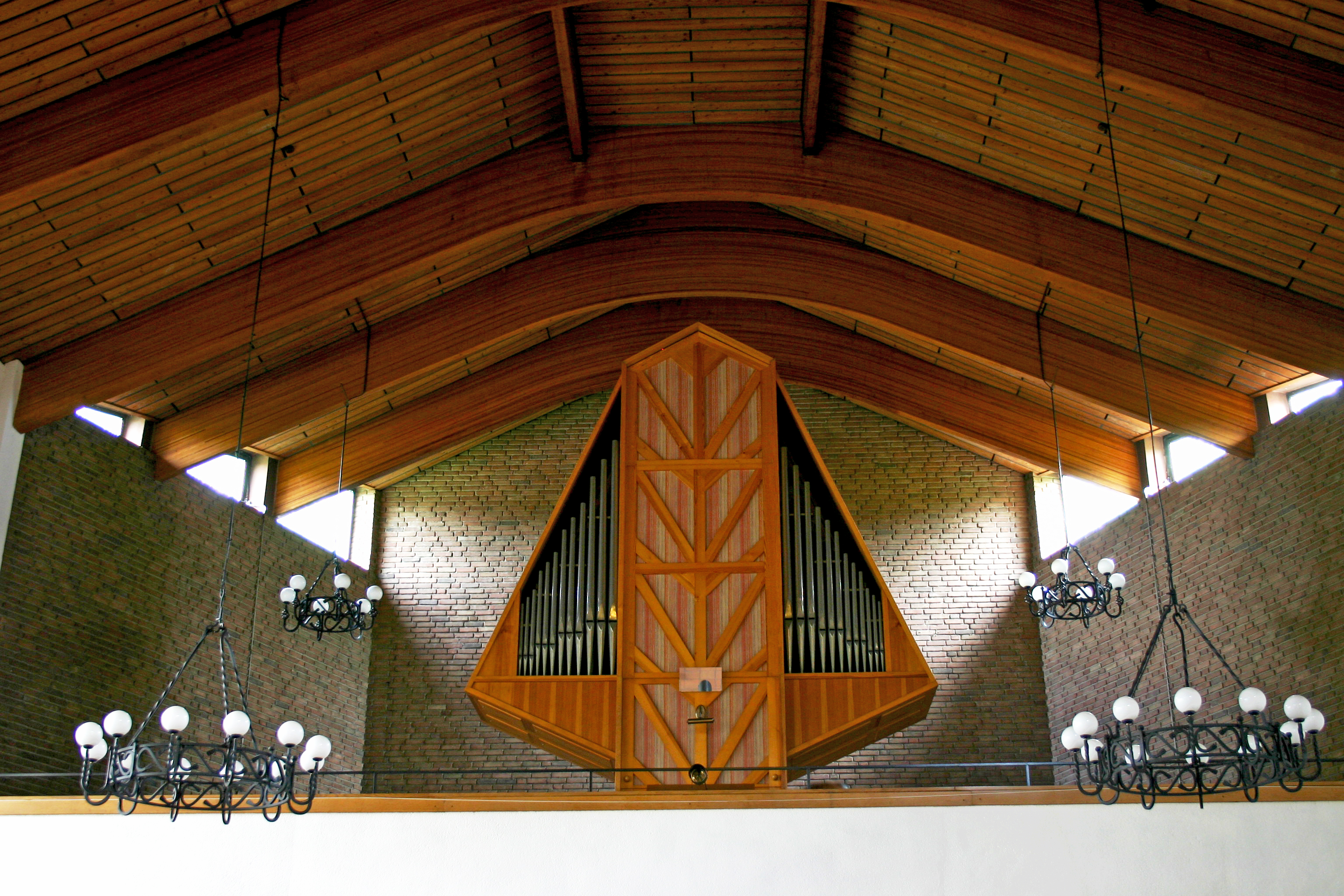
Orgelprospekt

Im Jahre 1974 wurde eine mechanische Orgel angeschafft. Gebaut wurde sie von der Firma Emil Hammer in Arnum bei Hannover. 13 Register sind verteilt auf Hauptwerk, Brustwerk und Pedal. Der Prospekt lässt keine Rückschlüsse auf den Werkaufbau zu, wie es eine Barockorgel tut. Man hat sich in der Ausführung an die Materialien und geometrischen Formen des Kirchenraumes gehalten. Ein schlankes Mittelstück in der Breite der Pedalklaviatur erhebt sich nach oben. Mit seiner Spitze korrespondiert es mit der gegenüberliegenden Altarrückwand. Das Material ist helles Holz wie in der Dachkonstruktion, wobei der hölzerne Zierrat des Mittelstückes eine Kornähre symbolisiert. Die offenen Felder sind mit Stoff hinterlegt. Ursprünglich war es schwarz-oranger Rupfen, ein lockeres Jutegewebe, heute ist es grau-rosa Chintz. Seitlich angefügt sind zwei Dreiecke mit klingenden Prospektpfeifen (Gemshorn 8′ aus dem Pedal). Die Orgel ist ein gelungenes Beispiel für das Zusammenspiel zwischen Instrument und Kirchenraum. Dieses Konzept, die Gehäusegestaltung an die Architektur anzulehnen, hat man 13 Jahre später in der Kirche „Zu den Hl. Engeln“ in Hannover-Kirchrode auch verfolgt. Die dortige Hammer-Orgel hat einen ganz ähnlichen Aufbau wie das Loxstedter Instrument. Im Jahre 2015 wurde die Orgel gründlich überholt. Dabei wurde die Stoffbespannung hinter dem Ährenmotiv im Prospekt entfernt und weitere Pfeifen sichtbar gemacht. Die Loxstedter Orgel weist folgende Disposition auf:
| I Hauptwerk |       |
| Spillpfeife | 8′    |
| Principal   | 4′    |
| Nasard      | 2 ⁄3′ |
| Blockflöte  | 2′    |
| Mixtur IV   |       |

| II Brustwerk    |    |
| Gedackt         | 8′ |
| Rohrflöte       | 4′ |
| Principal       | 2′ |
| Sesquialtera II |    |
| Cymbel III      |    |

| Pedal     |     |
| Subbass   | 16′ |
| Gemshorn  | 8′  |
| Hohlflöte | 4′  |

- Koppeln: I/II, I/P, II/P
- Tremulant

### Glocken
Die Kirche hat keinen Turm, nur einen Dachreiter. Auch hier haben wir wieder eine Anspielung auf ein Kloster. Zwei kleine Bronzeglocken, die im Jahr 1966 von der Glockengießerei Otto in Bremen-Hemelingen gegossen wurden, rufen zum Gottesdienst oder zum Angelus. Die beiden Glocke haben die Schlagtöne g'' und a''. Die haben folgende Durchmesser: 514 mm und 458 mm und wiegen 85 kg und 60 kg. Die größere Glocke (g’’) ist Johannes dem Täufer geweiht und trägt die Inschrift: 'Stimme eines Rufers in der Wüste, bereitet den Weg des Herrn, macht eben seine Pfade.' Die kleinere Glocke (a’’) ist Maria geweiht (Ev. Kirche St. Marien, seit 1371). Sie trägt die Inschrift: Maria, Patronin, segne unseren Ort. Klanglich sind die Glocken der St.-Marien-Kirche angepasst.